# Rafael Nuritdinov
Rafael Nuritdinov (né le 12 juin 1977 à Ferghana) est un coureur cycliste ouzbek, professionnel de 2002 à 2005.

## Palmarès
- 1998
  - 3e du championnat d'Ouzbékistan du contre-la-montre
- 1999
  - 2e du Gran Premio Inda
- 2000
  - Circuito di Tuoro
- 2001
  - Gran Premio Industria e Commercio Artigianato Carnaghese
  - 2e du Giro Ciclistico del Cigno
- 2004
  -  Champion d'Ouzbékistan sur route
  - 2e du championnat d'Ouzbékistan du contre-la-montre

## Résultats sur les grands Tours

### Tour de France
1 participation
- 2005 : 147e

### Tour d'Espagne
1 participation
- 2005 : 119e